# Trofeo Laigueglia 2025
Il Trofeo Laigueglia 2025, sessantaduesima edizione della corsa e valevole come decima prova dell'UCI ProSeries 2025 categoria 1.Pro, si svolse il 5 marzo 2025 su un percorso di 197 km, con partenza e arrivo a Laigueglia, in Italia. La vittoria fu appannaggio dello spagnolo Juan Ayuso, il quale completò il percorso in 4h46'36", alla media di 41,265 km/h, precedendo l'italiano Christian Scaroni e l'australiano Michael Storer.
Sul traguardo di Laigueglia 88 corridori, dei 171 partiti dalla medesima località, completarono il percorso.

## Squadre e corridori partecipanti
| N.      | Cod. | Squadra                 |
| ------- | ---- | ----------------------- |
| 1-7     | ARK  | Arkéa-B&B Hotels        |
| 11-17   | COF  | Cofidis                 |
| 21-27   | EFE  | EF Education-EasyPost   |
| 31-37   | IGD  | Ineos Grenadiers        |
| 41-47   | IWA  | Intermarché-Wanty       |
| 51-57   | JAY  | Team Jayco AlUla        |
| 61-67   | UAD  | UAE Team Emirates XRG   |
| 71-77   | XAT  | XDS Astana Team         |
| 81-87   | CJR  | Caja Rural-Seguros RGA  |
| 91-97   | Q36  | Q36.5 Pro Cycling Team  |
| 101-107 | TVL  | Team Visma-Lease a Bike |
| 111-117 | TEN  | TotalEnergies           |
| 121-127 | TUD  | Tudor Pro Cycling Team  |

| N.      | Cod. | Squadra                            |
| ------- | ---- | ---------------------------------- |
| 131-137 | RKT  | Unibet Tietema Rockets             |
| 141-147 | VBF  | VF Group-Bardiani CSF-Faizanè      |
| 151-157 | TFT  | Solution Tech Vini Fantini         |
| 161-167 | WB2  | Wagner Bazin WB                    |
| 171-177 | IPD  | Sam-Vitalcare-Dynatek              |
| 181-187 | BIE  | Biesse-Carrera                     |
| 191-197 | GEF  | General Store-Essegibi-F.lli Curia |
| 201-207 | JCL  | JCL Team Ukyo                      |
| 211-217 | MHB  | MBH Bank Ballan CSB                |
| 221-227 | MGK  | MG.K Vis Costruzioni e Ambiente    |
| 231-237 | PTL  | Petrolike                          |
| 241-247 |      | S.C. Padovani Polo Cherry Bank     |

## Ordine d'arrivo (Top 10)
| Pos. | Corridore         | Squadra       | Tempo    |
| ---- | ----------------- | ------------- | -------- |
| 1    | Juan Ayuso        | UAE           | 4h46'36" |
| 2    | Christian Scaroni | XDS           | s.t.     |
| 3    | Michael Storer    | Tudor         | s.t.     |
| 4    | Neilson Powless   | EF            | s.t.     |
| 5    | Giovanni Carboni  | Unibet        | a 3"     |
| 6    | Magnus Sheffield  | Ineos         | a 13"    |
| 7    | Alberto Bettiol   | XDS           | a 23"    |
| 8    | Louis Barré       | Intermarché   | s.t.     |
| 9    | Mattéo Vercher    | TotalEnergies | s.t.     |
| 10   | Simone Gualdi     | Intermarché   | s.t.     |